# Hercules K 180 BW
Das Hercules K 180 BW war ein Motorrad der Bundeswehr, das von 1992 bis 1997 bis in die 2000er Jahre vorwiegend für die Kradmelder zusammen mit dem Vorgängermodell Hercules K 125 BW Variante 2 verwendet wurde. Mit Einführung der KTM 400 LS-E/mil ab 2003 wurden alle Hercules Motorräder ausgesondert.

## Bezeichnungen
Das Motorrad hat unterschiedliche Bezeichnungen. Der in der Bundeswehr verwendete Begriff lautete Kraftrad K 180, als Versorgungsartikelbezeichnung auch Krad, gl Hercules (K-180). Die auch auf dem zivilen Markt angebotene Maschine wurde K 180 Military benannt. Auch die Bezeichnung K 180 BW wurde firmenseits zur Spezifikation gegenüber der Bundeswehr genutzt.
Ein selten genutzter Zusatz bei der K 180 als Variante 2 ergibt keinen Sinn, da das Motorrad nur in einer Variante gefertigt wurde. Er sollte wohl zur K 125 Variante 1 und Variante 1A1 abgrenzen. Der Begriff Variante 2 wird aber anstatt Variante 1A1 fast ausschließlich auf die zweite Variante der K 125 angewendet. Zu bemerken ist, dass der von Hercules genutzte Zusatz BW groß geschrieben wird. Die Abkürzung Bundeswehr hingegen wird weitläufig als Bw genutzt.

## Entwicklung
Alle Kräder Hercules K 125 der Variante 1 sollten im Rahmen einer Werksinstandsetzung auf den neuen Stand der Variante 2 umgerüstet werden. Es stellte sich aber heraus, dass ca. 50 % der angelieferten Kräder nicht mehr instandsetzungswürdig waren. Im Zuge einer damit als notwendig erkannten Ersatzbeschaffung wurden nacheinander die BMW R 65 GS, die MZ 500 RA sowie die Hercules K 180 BW im Zeitraum 1990 bis 1992 geprüft, u. a. eine Wintererprobung in Mittenwald, eine Sommererprobung in Sardinien sowie eine Dauerfahrerprobung in Trier, Hermeskeil und Saarlouis. Die Entscheidung fiel zu Gunsten der Hercules K 180 BW. Sie wurde von 1991 und bis offiziell 1996, allerdings nur mit einer Stückzahl von 1800, beschafft. Eine andere Quelle berichtet von 1200 gefertigten Krädern. Der Gesamtbestand an Krädern Hercules K 125 BW und K 180 BW wurde auf ca. 7500 Stück abgesenkt.

## Technik

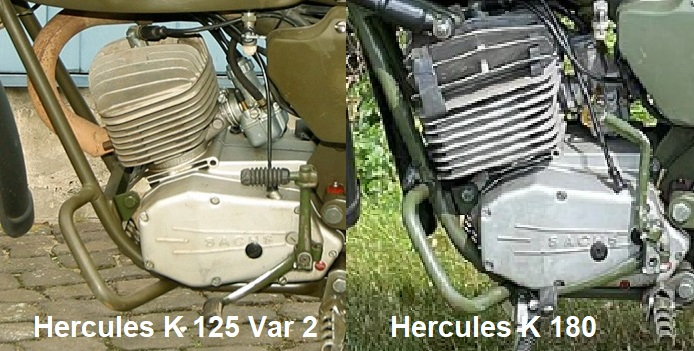
Zylinder K 125 BW und K 180 BW im Vergleich

Das Motorrad entsprach in vielen Details seinem unmittelbaren Vorgänger, der Hercules K 125 BW Variante 2. So hatte auch dieses Motorrad einen Zentralrohrrahmen mit verschraubten Unterzügen, eine verstärkte hydraulisch gedämpfte Teleskopgabel vorn (140 mm Federweg), Hinterradschwinge mit hydraulisch gedämpften Federbeinen sowie eine kontaktlose Thyristor-Schwunglicht-Magnetzündung (Motoplat, Spanien), 6 V 35/30/10 W mit einer elektronisch geregelten Ladeeinheit ULO EBL, ergänzt durch einen NC-Akku 1 Ah. Wesentlichster Unterschied ist jedoch der Sachs 180 1/5B Motor mit 178 cm³ Hubraum. Mit 13 kW ist dieser deutlich leistungsstärker als der Motor der K-125 Variante 2 mit 9,1 kW. Vorder- und Hinterrad haben Steckachsen und sind untereinander austauschbar. Andere Veränderungen verglichen zur K 125 Bw Variante 2 waren:
- Neu konstruierte Auspuffanlage von Sebring
- Hauptständer, kein Seitenständer mehr
- Heizgriffe
- Leerlaufanzeige
- Hydraulischer Lenkungsdämpfer
- Geschlossener Kettenkasten (bei K 125 Variante 2 nur bei Neuproduktion, nicht bei Umrüstungen)
- Oversize Gepäckträger
- Wasserdichter Kunststoff-Seitenkoffer.[7]

## Zubehör
Zur Ausrüstung des Motorrads zählen eine Luftpumpe, eine Werkzeugrolle mit Inhalt, ein Reifenflickzeugsatz, ein Satz Reserveglühlampen, eine Lenkradsicherung mit Vorhängeschloss, ein Tarnsatz mit Abdeckkappen für die Beleuchtungseinrichtungen und eine Winkerkelle.

## Weiterentwicklung
Die Produktion bei Hercules begann 1991 und endete offiziell im Jahr 1996, die Ersatzteilbevorratung für die Bundeswehr wurde 2001 aufgegeben. Mit Beschaffung der KTM 400 LS-E/mil ab 2003 wurde 2004 die Ausmusterung aller Hercules-Modelle eingeleitet.